# Военный переворот в Габоне (2023)
Военный переворот в Габоне был устроен 30 августа 2023 года группой офицеров национальных вооружённых сил, Республиканской гвардии и других силовых структур, заявивших в эфире телеканала Gabon 24, что власть в стране принадлежит им. Причиной переворота послужило несогласие военных с итогом президентских выборов. Выступая, группа военных заявила, что они положат конец существующему режиму. Итоги выборов были отменены.

## Причины
В августе 2023 года в Габоне прошли очередные президентские выборы, победу на которых одержал Али Бонго Ондимба, руководящий страной уже 14 лет (два президентских срока) на момент избрания. Он является сыном Омара Бонго, экс-президента Габона, руководившего страной с 1967 года. Президентские выборы 2023 года прошли в атмосфере отключения интернета и отсутствия наблюдателей.

## Ход событий
Утром 30 августа 2023 года в Либревиле, столице Габона, была слышна стрельба.
Среди мятежников были члены республиканской гвардии, преторианской гвардии президента, солдаты регулярной армии Габона и сотрудники полиции.
Примерно в 5:00 по Гринвичу мятежники по телевидению объявляют о закрытии границ страны на неопределённый срок и введении комендантского часа. Там же группа высокопоставленных военных заявила о своём несогласии с результатами выборов. В выступлении по телевидению они сообщили, что представляют собой все силы обороны и безопасности страны. Было объявлено о роспуске Сената, Национального собрания, Конституционного суда и избиркома. Также был заблокирован доступ в Интернет. Было объявлено о создании Комитета по переходному периоду и восстановлению институтов, куда вошли армейские полковники и члены Республиканской гвардии.
Главный порт страны, находящийся в столице Либревиле, на фоне происходящего приостанавливает свою работу, также на неопределённый срок.
Примерно в 11:00 по Гринвичу агентство Франс Пресс сообщает о том, что президент Али бен Бонго Ондимба находится под домашним арестом.

## Последующие события

### Формирование нового правительства
4 сентября 2023 года генерал Брис Олиги был официально приведён к присяге в качестве президента переходного периода. На церемонии присутствовали несколько представителей правительства Али Бонго, включая премьер-министра Били-Би-Нзе и вице-президента Рапонду. В своей инаугурационной речи Олиги пообещал провести «свободные, прозрачные» выборы, но не назвал точную дату и выразил удивление по поводу международной критики переворота. Он также предложил новое избирательное законодательство, новый уголовный кодекс, проведение референдума по новой конституции и освобождение всех политических заключённых. На инаугурации присутствовали бывшие министры режима Бонго, которых освистала толпа, поддерживающая хунту.
7 сентября Олиги повторно назначил Раймона Ндонга Симу, который ранее занимал пост премьер-министра при Али Бонго, прежде чем присоединиться к оппозиции, главой переходного правительства, в состав которого вошли деятели всех сторон политического спектра. В интервью BBC Ндонг Сима заявил, что ожидает проведения выборов в течение двух лет, и исключил возможность привлечения Бонго к ответственности за коррупцию. 9 сентября он объявил окончательный состав своего кабинета, в который вошли как критики, так и деятели, связанные с режимом Бонго, военные чиновники и представители гражданского общества, но исключились члены коалиции «Альтернанс 2023», которая выставила Альберта Ондо Оссу на аннулированных президентских выборах.
11 сентября Олиги назначил оппозиционного политика Полетта Миссамбо главой переходного Сената. В то же время он назначил Жана-Франсуа Ндонгу, бывшего министра при Омаре и Али Бонго, главой переходной Национальной ассамблеи.

### Освобождение Бонго
6 сентября хунта объявила, что Олиги санкционировал освобождение Али Бонго по медицинским показаниям, заявив, что он может покинуть страну для лечения. После освобождения Бонго переехал в свою частную резиденцию в Либревиле.

## Реакции

### Организации
Верховный представитель ЕС по иностранным делам и политике безопасности Жозеп Боррель заявил, что случившийся переворот усилит нестабильность в Африке, назвав это большой проблемой.

### Страны

#### Франция
Премьер-министр Франции Элизабет Борн заявила, что Франция с величайшим вниманием следит за событиями в Габоне. Помимо этого Оливье Вернан заявил, что Франция осуждает военный переворот.

#### Китай
КНР призвала к гарантиям безопасности для свергнутого Али Бонго Ондимба.

#### Россия
Пресс-секретарь президента России Дмитрий Песков заявил, что власти России внимательно наблюдают за ситуацией в Габоне, она является предметом глубокой озабоченности.